# Pega (Guarda)
Pega ist eine Gemeinde (Freguesia) im portugiesischen Kreis Guarda. In ihr leben 121 Einwohner (Stand 19. April 2021).